# Štefan Kulan
Štefan Kulan (* 26. listopadu 1939) je bývalý slovenský fotbalista, útočník.

## Sportovní kariéra
V československé lize hrál za Tatran Prešov a Spartak ZJŠ Brno. Nastoupil ke 136 ligovým utkáním a dal 12 gólů. Za juniorskou reprezentaci Československa nastoupil v roce 1959 v 1 utkání. Ve Veletržním poháru nastoupil ve 2 utkáních. Finalista Československého poháru 1965/66.

## Ligová bilance
| Ročník                                   | Zápasy | Góly | Klub             |
| ---------------------------------------- | ------ | ---- | ---------------- |
| 1. československá fotbalová liga 1958/59 | -      | 1    | Tatran Prešov    |
| 1. československá fotbalová liga 1959/60 | -      | 1    | Tatran Prešov    |
| 1. československá fotbalová liga 1960/61 | -      | 3    | Tatran Prešov    |
| 1. československá fotbalová liga 1962/63 | 21     | 0    | Spartak ZJŠ Brno |
| 1. československá fotbalová liga 1963/64 | -      | 4    | Tatran Prešov    |
| 1. československá fotbalová liga 1964/65 | -      | 3    | Tatran Prešov    |
| 1. československá fotbalová liga 1965/66 | -      | 0    | Tatran Prešov    |
| CELKEM                                   | 136    | 12   |                  |